# War Commander
War Commander je online multiplayer videoigra koju razvija Kixeye. Videoigra ima 30 000 aktivnih korisnika dnevno. Napravljena je 2010. i još je uvijek jedna od Kixeye-jovih najvažnija videoigra, koja ima redovna ažuriranja (npr. AI, synchronous battle mode, itd.).

## Vanjske poveznice
- Youtube